# Hedy Lamarr
Hedy Lamarr, pseudonimo di Hedwig Eva Maria Kiesler (Vienna, 9 novembre 1914 – Altamonte Springs, 19 gennaio 2000), è stata un'attrice e inventrice austriaca naturalizzata statunitense.
Dopo l'esordio nel cinema austriaco dei primi anni '30, suscitò scalpore recitando senza veli nel film cecoslovacco Estasi. Trasferitasi ad Hollywood per allontanarsi, essendo ebrea, dalla Germania nazista, divenne una delle dive più popolari e di successo del cinema statunitense. Impiegata spesso dalla MGM nel ruolo della classica bellezza esotica e straniera, girò con alcuni tra i maggiori registi dell'epoca e a fianco di famosi attori, fra cui Spencer Tracy, William Powell, Clark Gable e James Stewart. È stata spesso definita la donna più bella del mondo e del cinema.
Solo agli inizi del ventunesimo secolo si è conosciuto il ruolo di Lamarr, ex studentessa di ingegneria a Vienna, come inventrice; desiderosa di contribuire alla lotta contro il nazismo non solo partecipando alla vendita di obbligazioni del governo federale americano (come fecero altre star hollywoodiane), sviluppò col compositore George Antheil un sistema di guida a distanza per siluri, un sistema di modulazione per la codifica di informazioni su frequenze radio verso un apparato che li riceveva nello stesso ordine con il quale erano state trasmesse. Praticamente ignorato durante la seconda guerra mondiale dalla Marina statunitense, fu alla base della tecnologia di trasmissione segnale a spettro espanso, usata nella telefonia e nelle reti wireless. Nel 2014 fu inserita nel National Inventors Hall of Fame statunitense per il suo brevetto (brevetto US numero 2.292.387).

## Biografia

### Infanzia e adolescenza
Hedwig Kiesler nacque nel quartiere Döbling a Vienna nel 1914 da genitori dell'alta borghesia austriaca: il padre, Emil Kiesler, originario di Leopoli in Polonia (poi diventata parte dell'Ucraina), era un ebreo non praticante e direttore di banca; la madre, Gertrud Lichtwitz, una pianista originaria di Budapest, convertitasi al cattolicesimo. In seguito Hedwig aggiunse altri due nomi, Eva e Maria, a quello ricevuto dai genitori.
Döbling negli anni d'anteguerra era abitato da circa 4 000 ebrei e circondato dal Wienerwald. Hedwig frequentò la Döblinger Mädchenmittelschule dove avevano studiato anche le figlie di Sigmund Freud, Sophie e Anna; quest'ultima vi insegnò fino al 1920. In età matura Hedy parlò di anaffettività nel rapporto con i genitori, senza riuscire a evitare di riprodurre lo stesso schema con i propri figli.
Una delle prime fiamme di Hedwig fu un giovane attore emergente, Wolf Albach-Retty, futuro padre di Romy Schneider. Lei seguì un corso di recitazione con Ernst Arndt, iniziando quindi a frequentare i Sascha Film Studios; nel 1930, a sedici anni, ottenne la sua prima scrittura come attrice nel lungometraggio Geld auf der Straße di Georg Jacoby, il primo film sonoro della casa di produzione. Lamarr non sembrò ricordare il suo primo film; in una sua autobiografia del 1966, più tardi rivelatasi romanzata da un ghostwriter e da lei bollata come falsa, affermò di avere recitato per la prima volta come comparsa nel ruolo di una segretaria in Die Blumenfrau von Lindenau dello stesso regista, girato in realtà l'anno successivo.

### Gli esordi

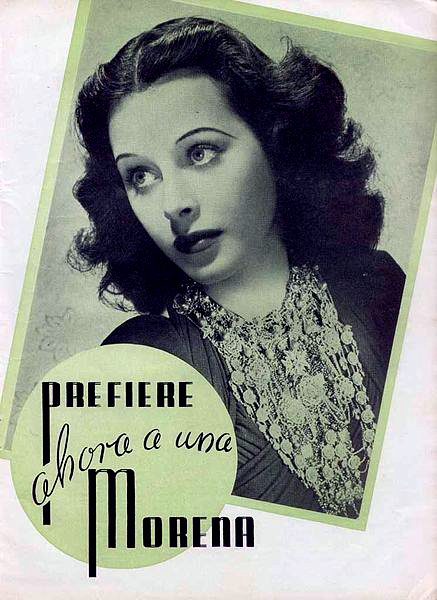
Hedy Kiesler sulla copertina della rivista argentina AD

Sul numero di marzo 1931 della rivista Lichtbild-Bühne, nel quale si esaltano gli occhi "graziosi come un dipinto" dell'attrice che aveva interpretato la segretaria di Die Blumenfrau, apparve una foto di Hedy Kiesler scattata dalla fotografa Trude Fleischmann: un top in bianco e nero nella cui didascalia l'attrice sedicenne fu definita "una giovane donna di società che ha terminato gli studi e aspira a una carriera cinematografica". Hedy rinunciò ai corsi di laurea in ingegneria che aveva intrapreso e per i quali era ritenuta di un'intelligenza eccezionale. Lo stesso anno fu selezionata dal regista Max Reinhardt, a Vienna per alcune audizioni destinate alla commedia Il sesso debole di Édouard Bourdet, che la portò con sé a Berlino facendola lavorare in teatro. Secondo lo scrittore George Weller, che faceva parte del cast, Reinhardt fu il primo a definire Hedi Kiesler "la ragazza più bella del mondo".
Nell'agosto 1931, dopo la prima di Il sesso debole al Theater in der Josefstadt di Vienna, Hedy si trasferì a Berlino e iniziò a lavorare con Alexis Granowsky, un ebreo fuggito dall'Unione Sovietica dove dirigeva il GOSET, il Teatro Nazionale Ebraico di Mosca. A quel tempo la metropoli tedesca attirava la gente del cinema e dello spettacolo, come Joséphine Baker, Marlene Dietrich e Greta Garbo. Hedy recitò una piccola parte nel primo film tedesco di Granowsky, una commedia sull'ambiente della sinistra tedesca intitolata Die Koffer des Herrn O.F.; il film fu rimesso in circolazione nel febbraio 1932 con il titolo Bauen und Heiraten, con eliminazione di tutti i nomi ebrei dai titoli e il taglio di quasi metà delle scene; quelle in cui compariva Hedy Kiesler non furono eliminate: quasi certamente i censori ignoravano che fosse ebrea. Nello stesso anno ebbe un ruolo secondario in un film di enorme successo, Man braucht kein Geld (Non c'è bisogno di denaro) di Carl Boese: la recensione su Lichtbild-Bühne diceva che Hedy Kiesler era così carina che "te la saresti mangiata".

### Estasi
Nel luglio 1932 Hedy Kiesler si recò in Boemia per girare come attrice protagonista il film Estasi, del regista cecoslovacco Gustav Machatý, già noto per il lungometraggio Erotikon (1929). La partecipazione al film condizionò per anni la sua carriera, in particolare nei suoi primi anni hollywoodiani. Per quel ruolo, la giovanissima Hedwig, non ancora diciottenne, imparò in poche settimane anche la lingua ceca, poiché la pellicola era girata in varie lingue oltre al tedesco, come era in uso al tempo. In ogni caso, malgrado si trattasse di un film sonoro, le battute di dialogo si riducevano a una quindicina di frasi e lei venne comunque doppiata. Ne fu girata anche una versione in lingua francese dal titolo L'Extase con una troupe e un cast leggermente diversi.
Estasi fu il primo film destinato al grande pubblico in cui la protagonista appare nuda, anche se non integralmente. L'attrice sostenne di essere stata quasi costretta a recitare la scena del bagno nel fiume, perché il regista le aveva ricordato l'impegno contrattuale, e di non sapere che la sceneggiatura comprendesse il nudo. Si era ritrovata nei Carpazi con una troupe interamente maschile, isolata, con la responsabilità di far fallire le riprese. Le testimonianze della troupe, tra cui quella del direttore della fotografia Jan Stallich, sostengono invece che la giovane Hedy sapeva cosa aspettarsi: «In quanto protagonista del film, sapeva che doveva apparire nuda in alcune scene. Non protestò o strillò durante le riprese, e certo nessuno le tolse i vestiti.»
Secondo le cronache dell'epoca, il giorno della première svoltasi a Praga il 20 gennaio 1933, di fronte alla visione degli insistenti primi piani nelle scene di nudo, la giovane sconvolta lasciò la sala durante la proiezione, credendo la sua carriera compromessa. 
(F. Stein, The Hollywood Spectator, 23 maggio 1936)

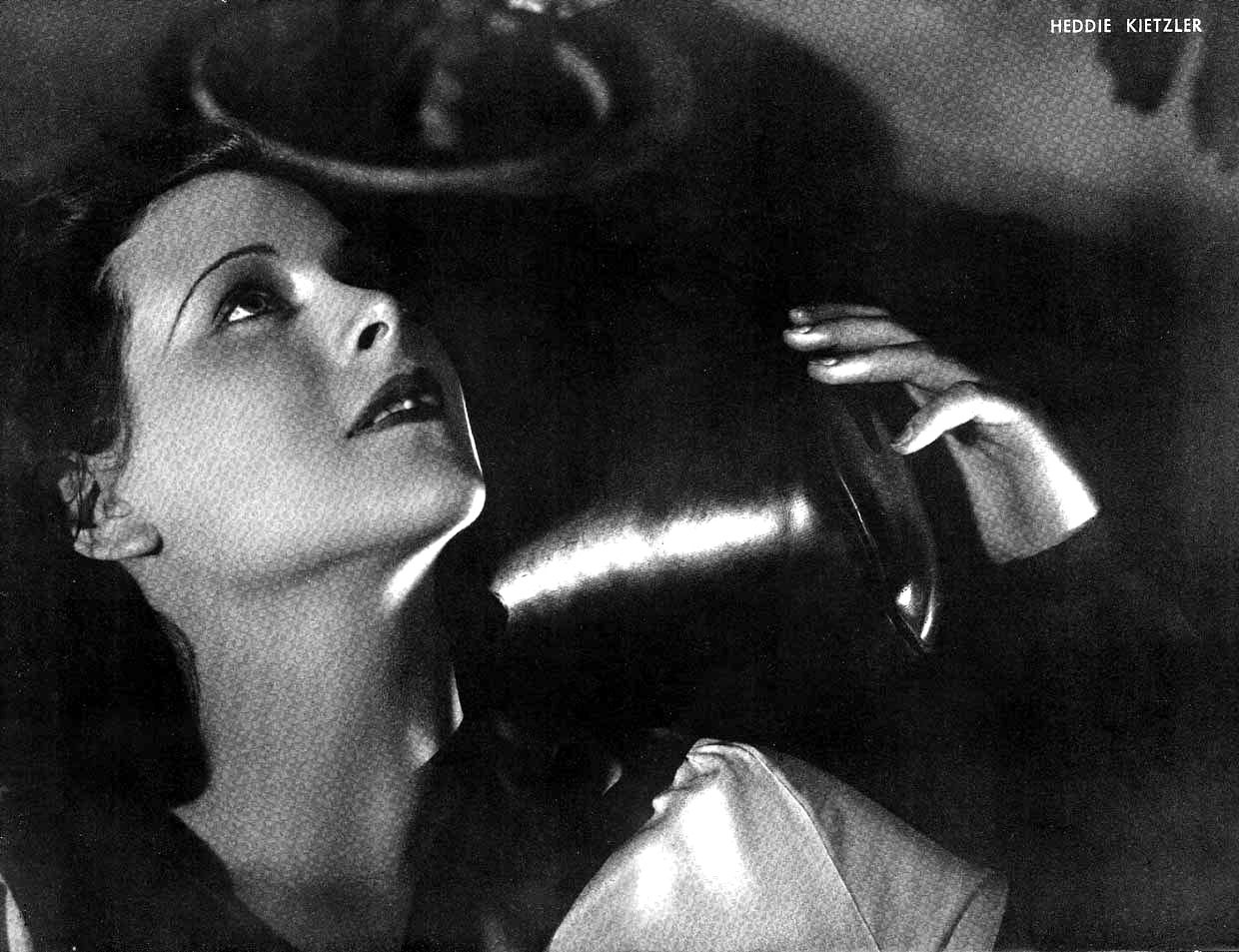
Hedy Kiesler in Exstase, dalla rivista argentina AD

Estasi, film d'autore pubblicizzato con vaghe allusioni alla pornografia (per la première a Vienna il 18 febbraio 1933 come "un'erotica rappresentazione di disinibiti impulsi sessuali"), fu accolto con prevedibile disappunto e protesta dagli spettatori in sala e dalla critica. Uno degli aspetti più evidenti di trasgressione rispetto alla moralità dell'epoca è il fatto che la protagonista femminile interpretata da Hedy, Eva, non viene punita per avere abbandonato il marito e continua a vivere senza colpe la sua sessualità. In Germania il film in un primo tempo fu proibito (Hitler era diventato cancelliere il 30 gennaio), poi uscì nel 1935 con pesanti censure e con il titolo Symphonie der Liebe. Quanto alle posizioni non pubbliche da parte dell'élite nazista, dopo la morte di Goebbels, una copia della pellicola fu rinvenuta nella sua cassaforte personale e pare fosse il film preferito anche di Göring, che pure ne possedeva una copia.
Negli Stati Uniti il film finì sotto processo e il magistrato ordinò la distruzione di una copia sequestrata, ma la casa di distribuzione Eureka Productions vinse in appello. Fu distribuita in 36 copie una versione in cui una voce fuori campo rivela che Eva ha divorziato dal marito ed è quindi libera di risposarsi con Adam. Una nuova versione del film fu giudicata dalla PCA in aperta violazione del production code imposto alla cinematografia nazionale, perché presentava un amore illecito senza valori morali.
Mentre il film, distribuito, destò scandalo, Hedy Kiesler ottenne una parte al Theater an der Wien, nel ruolo della principessa Sissi (Elisabetta di Baviera) dal 23 marzo al 16 maggio 1933; il ruolo fu ripreso da Romy Schneider negli anni Cinquanta, con la regia di Ernst Marischka. Grazie alla fama conquistata sul palcoscenico in questo ruolo, Hedy conobbe il primo marito, l'industriale delle armi Fritz Mandl.

### Il matrimonio e la fuga negli Stati Uniti
Fritz Mandl, più anziano di lei di 14 anni, era nato da padre ebreo convertitosi al cattolicesimo per sposare la cameriera di famiglia. Conosciuto come "il re delle munizioni" o anche "mercante di morte", si sarebbe arricchito enormemente vendendo armi a entrambi i contendenti nella guerra di Spagna. Insieme a von Starhemberg, vicecancelliere di Dollfuss, fu uno dei finanziatori delle milizie fasciste Heimwehr; corteggiò Hedy per tutto il tempo in cui fu Sissi finché ella acconsentì a sposarlo, il 10 agosto 1933. Al matrimonio seguì un lungo viaggio di nozze che toccò il Lido di Venezia, Capri, il lago di Como e diverse località di villeggiatura della Francia.

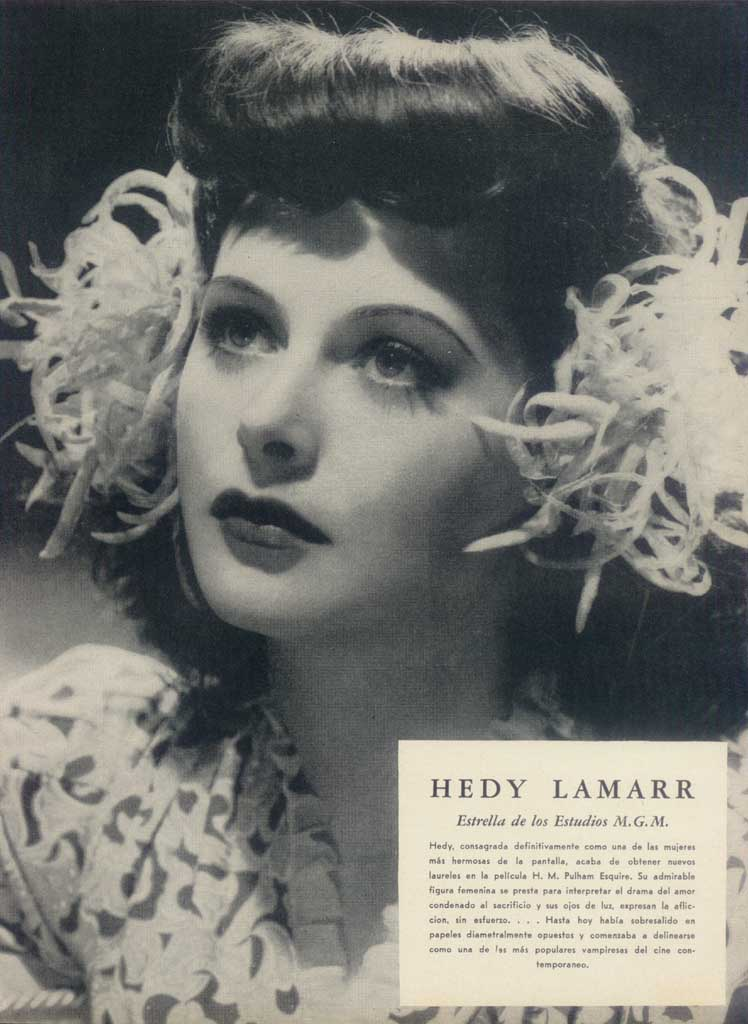
Hedy Lamarr negli anni trenta

Al ritorno in patria, Hedy si trovò reclusa nel palazzo del marito al n. 15 di Schwarzenbergplatz, senz'altra occupazione che shopping e ricevimenti di lavoro. Tra gli ospiti di casa capitò a volte Benito Mussolini, amico personale di Mandl, deciso a tenere l'Austria fuori dalla sfera d'influenza della nascente potenza nazista, e secondo Hedy anche Adolf Hitler, circostanza molto improbabile. Nell'agosto 1934, Estasi partecipò alla II Festival del cinema di Venezia, dove ebbe gli applausi più lunghi. L'Osservatore Romano lo definì "pellicola pornografica", ma Mussolini brigò per ottenerne una proiezione privata in casa.
Hedy, che a Venezia sperimentò i primi vantaggi del divismo, si stancò presto della vita da reclusa cui la costringeva il marito. Suo padre Emil Kiesler morì all'inizio del 1935. L'antisemitismo intanto montava in Europa: nel 1936 l'Associazione dei produttori cinematografici austriaci vietò gli ebrei nel cinema. Lei fuggì a Budapest in treno, per continuare a lavorare come attrice, ma Mandl la riportò a casa. La seconda volta, all'inizio del 1937, fuggì da Vienna e riparò in Svizzera. Anche Mandl emigrò quando, dopo l'Anschluss, Hitler nazionalizzò le fabbriche di armi.
Hedy Kiesler trascorse l'inverno 1936-37 a Sankt Moritz, scelta non casuale: qui convergevano in villeggiatura i grandi nomi del cinema europeo, come Billy Wilder e Leni Riefenstahl. Ivi incontrò lo scrittore tedesco Erich Maria Remarque, riparato in Svizzera per sfuggire al nazismo; ebbero una relazione terminata nell'estate 1937, quando lui conobbe Marlene Dietrich, il grande amore della sua vita. Hedy si trasferì a Londra; l'anno successivo Mandl ottenne, probabilmente a Parigi, l'annullamento del matrimonio per "motivi razziali".
A Londra opera Louis B. Mayer, ebreo di Minsk naturalizzato americano, alla ricerca di talenti cinematografici europei da portare negli Stati Uniti. Hedy fa in modo di essere presentata, ma egli non cela le sue perplessità commerciali relative a Estasi:
(Louis B. Mayer)
Hedy rifiuta un contratto da 150 dollari a settimana, poi s'imbarca sul Normandie, il transatlantico che nel settembre 1937 riporta Mayer in America insieme agli artisti reclutati. Finalmente durante il viaggio riesce a stuzzicare l'interesse del produttore, che decide d'investire su di lei; ma ha bisogno di un nuovo nome giacché nella situazione politica allora attuale non era opportuno portare un cognome tedesco a Hollywood. Mayer sceglie per lei quindi uno pseudonimo che vorrebbe evocare l'attrice del muto Barbara La Marr, il cui battage pubblicitario l'aveva definita «la donna più bella del mondo».

### Hollywood

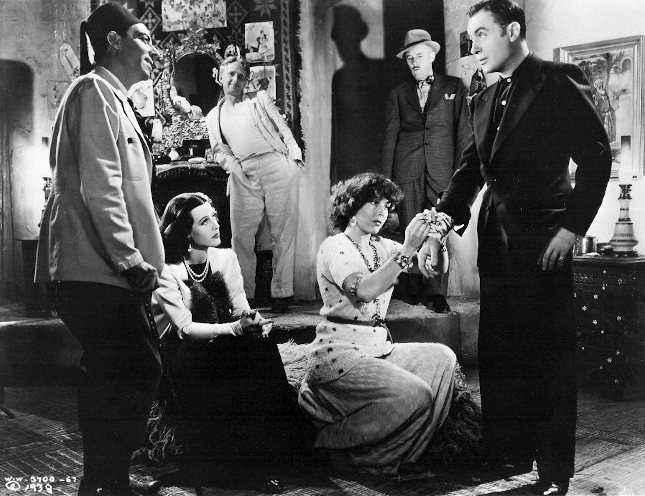
Hedy Lamarr (a sinistra, seduta) in Un'americana nella Casbah, 1938

Il 4 ottobre 1937, pochi giorni dopo lo sbarco dal Normandie, Hedy Lamarr firma il contratto con la Lowe's, casa di produzione consociata della MGM. Si sottopone a una rigida dieta che le fa perdere otto chili, perché l'immaginario americano preferisce una figura più snella; dopo di che rimane praticamente inattiva per mesi. Mayer vuole fare di lei la nuova Greta Garbo e ha il progetto di mettere in produzione il remake di tutti i film dell'attrice svedese.
Agli inizi del 1938 Hedy riesce ad arrivare tramite l'attore inglese Reginald Gardiner, con il quale ha una breve relazione, al regista John Cromwell che sta per girare una versione americana di Il bandito della Casbah (1937), grandissimo successo con Jean Gabin. Impossibile portare sul grande schermo la sensualità e la libertà morale dell'originale francese, a meno di scontrarsi con il production code, per cui Un'americana nella Casbah risultò alla fine un film decisamente differente. Se il remake risulta deludente, con Charles Boyer poco convincente nel ruolo di Pépé le Moko creato da Jean Gabin e Hedy pressoché inerte sullo schermo, risulta interessante la componente visuale che anticipa l'estetica del film noir.
A partire da questo suo primo film americano si precisano le caratteristiche del personaggio Hedy Lamarr: una recitazione statica che già si è prefigurata a partire da Estasi, con l'attrice che si offre alla macchina da presa lasciando che sia l'obiettivo a fare il suo lavoro, e un look che per vent'anni diventa il suo marchio di fabbrica: capelli lunghi fino alle spalle, pettinati a onda, separati da una scriminatura centrale, e un viso di simmetria perfetta, le sopracciglia a formare due archi perfetti sulla carnagione chiara. Il fotografo George Hurrell si lamenta di non riuscire a tirare fuori da lei ciò che vorrebbe a causa della sua staticità, che definisce incapacità di immedesimazione.

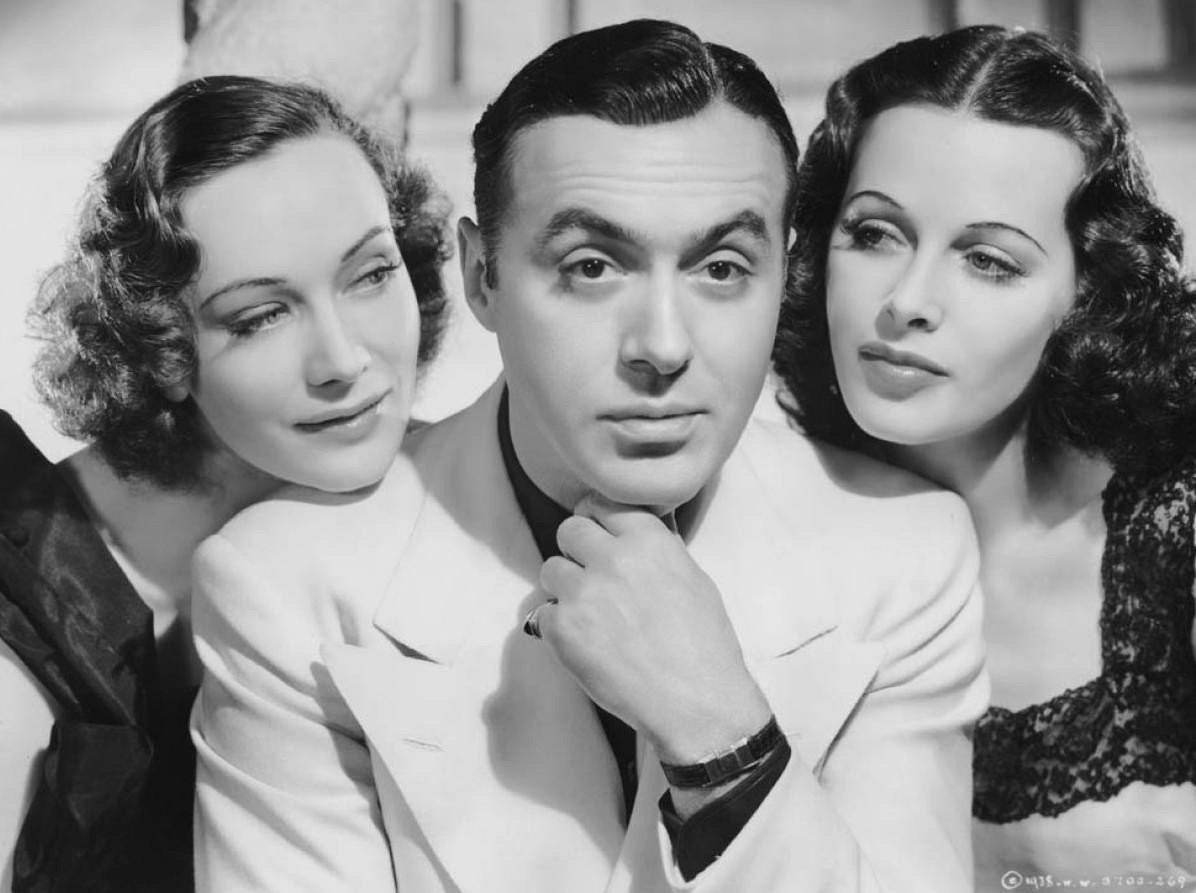
Hedy Lamarr (dx) con Charles Boyer e Sigrid Gurie nel film Un'americana nella Casbah

Mayer e il sistema di Hollywood decretano che quella di Hedy Lamarr è una bellezza esotica, massima icona della vecchia Europa con sfumature persino mediorientali; il suo fascino agisce non solo sugli uomini, che rimangono senza fiato in sua presenza, ma anche come modello che fa sentire più a loro agio le donne nel ruolo femminile: l'emancipazione della donna americana si è infatti sviluppata fino agli anni trenta all'inseguimento di un'eguaglianza impossibile, invece Hedy Lamarr rappresenta il ritorno del fascino femminile, mediato dall'ambientazione di decadenza fantastica di Un'americana nella Casbah.
Louis B. Mayer e i suoi decidono che Hedy Lamarr ha un'aria esotica, e di conseguenza per il film successivo, che nelle intenzioni dovrà avere più successo, la vogliono in una scenografia insolita, "in Cina o in qualche posto del genere". Viene scritturato il regista austriaco Josef von Sternberg con una sceneggiatura raffazzonata intitolata New York Cinderella e un cast che comprende Spencer Tracy, ma poco dopo l'inizio dei lavori la Germania invade e annette l'Austria. Gli austriaci di Hollywood sono naturalmente preoccupati. Come se non bastasse, il 4 marzo 1939 Hedy Lamarr sposa in Messico lo sceneggiatore Gene Markey con il quale acquista una casa a Beverly Hills. New York Cinderella finisce nel dimenticatoio.

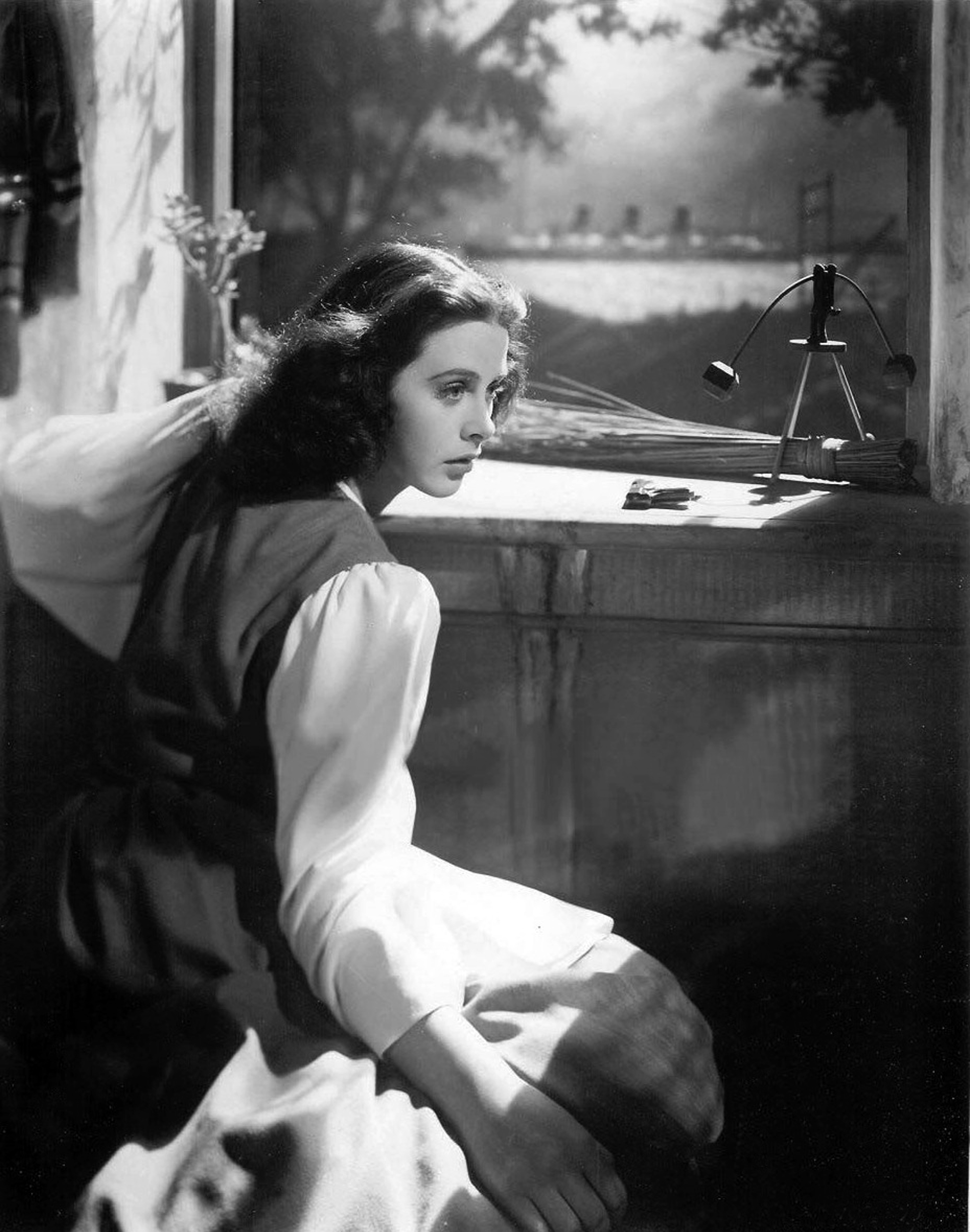
In La signora dei tropici, 1939

Fallito il progetto, gli uomini della MGM pensano ad altro, sempre partendo dall'idea di un'ambientazione esotica che già comincia a caratterizzare il personaggio. Lo sceneggiatore Ben Hecht propone un adattamento della Manon Lescaut di Giacomo Puccini in ambientazione orientaleggiante, che prevede la trasformazione di una Hedy Lamarr dall'immagine aristocratica della vecchia Europa:
(Hedy Lamarr)
In La signora dei tropici (1939) di Jack Conway, Hedy Lamarr interpreta il ruolo di Manon de Vargnes, una bellezza meticcia che a Saigon sogna di sposare un uomo che la porti a Parigi. Il production code impone che una storia d'amore inter-razziale non possa finire bene; Manon spara a un uomo per salvarne un altro, quindi si toglie la vita.
Improvvisamente viene riesumato il progetto di New York Cinderella, che dopo l'abbandono di von Sternberg per il contrasto con Hedy diventa Questa donna è mia (1940) di W. S. Van Dyke, melodramma noioso e pesante che nemmeno gli attori (il protagonista maschile è Spencer Tracy) riescono a riscattare. Quando il film viene distribuito nelle sale il 2 febbraio 1940, la guerra in Europa è già da sei mesi una realtà. L'imperativo per Hedy Lamarr è adesso quello di non apparire troppo straniera, specialmente perché viene dal paese in cui è nato Hitler. Seguendo le indicazioni della produzione, sottolinea le abitudini imparate nel Stati Uniti, come portare i capelli lunghi e senza cappello, indossare meno gioielli, mangiare gelati e fare lunghe conversazioni telefoniche. Nella primavera 1940 appare la prima edizione del fumetto Batman che presenta come antagonista il personaggio di Selina Kyle, conosciuta come Cat, in seguito Catwoman; il suo autore Bob Kane è un ammiratore della bellezza felina di Hedy, e il personaggio è chiaramente ispirato all'attrice austriaca e a Jean Harlow. Anne Hathaway, che interpreta Catwoman nel film Il cavaliere oscuro - Il ritorno (The Dark Knight Rises, 2012, di Christopher Nolan), ammette di essersi ispirata a Hedy Lamarr per entrare nella parte.

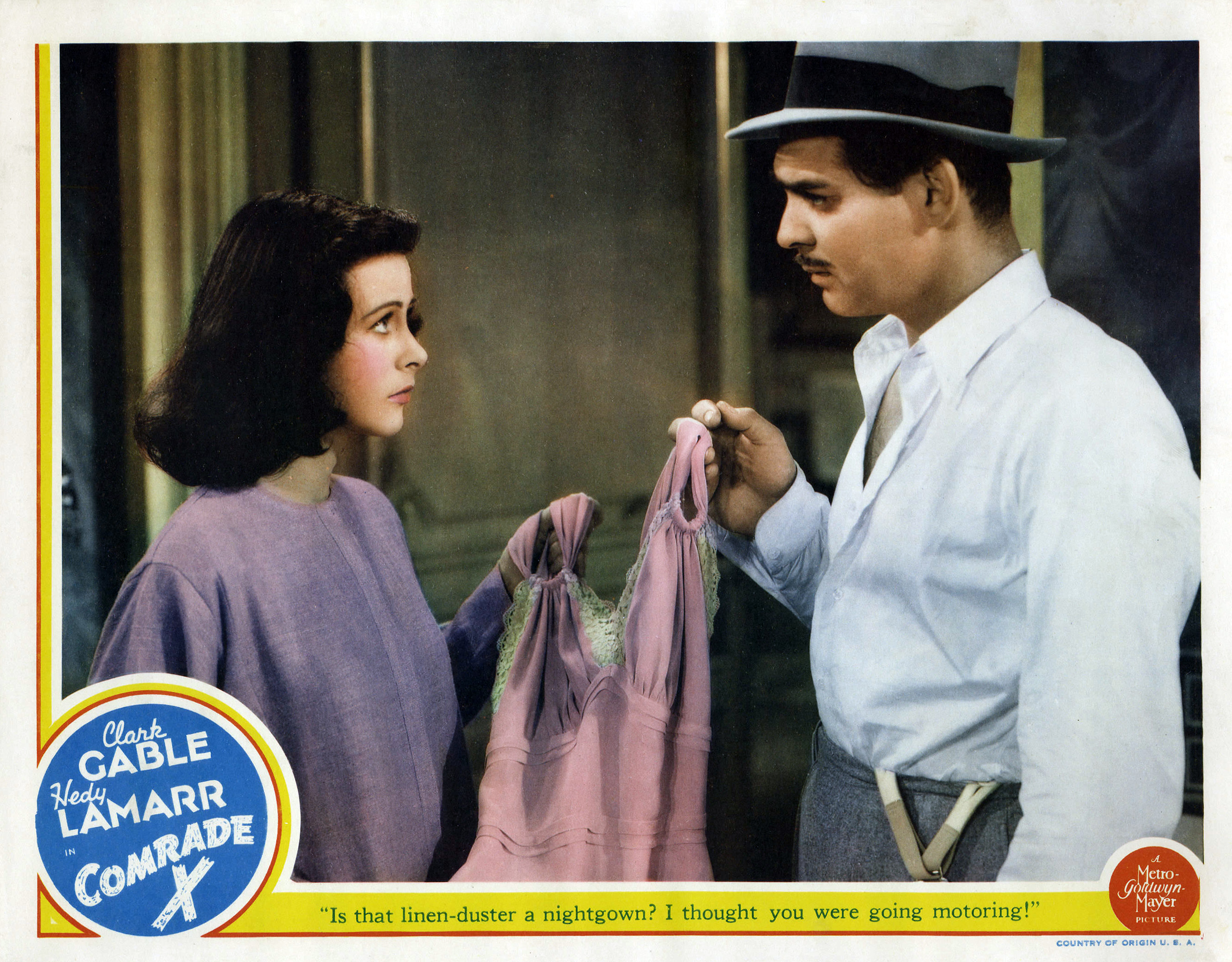
La pubblicità di Corrispondente X

Il 4 settembre 1940 Hedy presenta istanza di divorzio da Gene Markey per "crudeltà mentale". Rimane con lei il figlio adottivo James, che nel 1961 sosterrà di aver scoperto di essere il figlio naturale di Hedy Lamarr e del terzo marito John Loder.
Gli anni trenta si chiudono per l'attrice con due film: La febbre del petrolio (1940) ancora di Jack Conway, e Corrispondente X (1940) di King Vidor. Il primo è uno dei preferiti di Hedy Lamarr; Mayer vuole girarlo in bianco e nero dopo il colossale sforzo economico in technicolor di Via col vento (1939). Si tratta di una delle prove di recitazione più brillanti dell'attrice, alla quale sono affidate le battute migliori, e che insieme a Clark Gable e Spencer Tracy riesce a sostenere l'attenzione dello spettatore. Corrispondente X è invece un vero e proprio infortunio nella brillante carriera di regista di King Vidor, pieno dei peggiori luoghi comuni sull'Unione Sovietica (che al tempo ha stretto con la Germania il patto Molotov-Ribbentrop). Ideato come esplicito richiamo a Ninotchka, il successo di Ernst Lubitsch dell'anno precedente che è stato un grande esempio di recitazione di Greta Garbo, viene affidato alla scrittura dello stesso sceneggiatore, Walter Reisch, giunto negli Stati Uniti sulla medesima nave di Hedy, il Normandie. Ambientato totalmente in Unione Sovietica, vede l'attrice nel ruolo di una guidatrice di tram che si fa passare per uomo in modo da aggirare le regole del sindacato. Suo padre propone a un giornalista occidentale, interpretato da Clark Gable, di portarla via dal paese.

### Il brevetto numero 2.292.387
La scoperta fondamentale di Hedy Kiesler e George Antheil fu che la trasmissione di onde radio poteva essere trasferita da un canale radio all'altro a intervalli di tempo regolari in una sequenza di successione dei canali nota soltanto al trasmettitore e al ricevitore. Per adottare una sequenza sincronizzata e concordata nel cambio dei canali, Antheil suggerì di adottare un sistema (vero e proprio rudimentale codice macchina) simile a quello dei rotoli di carta perforati adoperati nelle pianole meccaniche. Il progetto fu presentato al "National Inventors Council" di Washington e brevettato l'11 agosto 1942 come "Sistema di Comunicazione Segreta - n. 2 292 387".
La comunità austriaca di Los Angeles si mobilita contro il nazismo. Come gli altri, anche Hedy Lamarr ha bisogno di far dimenticare al pubblico cinematografico la propria origine. Lei, che ha alle spalle studi di ingegneria abbandonati per il cinema, è ossessionata da discorsi ascoltati a casa del primo marito Fritz Mandl, tra mercanti d'armi e grandi acquirenti. Ha intenzione di sfruttare informazioni che si scambiavano a proposito di un metodo per teleguidare ordigni, ma non sa come fare finché non incontra casualmente George Antheil, compositore d'avanguardia famoso vent'anni prima in Francia per la sua vicinanza con il movimento surrealista. Antheil è subito colpito da Hedy, ma non dalle sue qualità intellettuali:
(George Antheil, Bad Boy of Music)
Hedy scarabocchia il proprio numero di telefono con il rossetto sul parabrezza di Antheil. Fra i due s'instaura un'amicizia molto affiatata. L'interesse iniziale dell'attrice potrebbe essere dovuto al fatto che lui le rivela di essere stato ispettore federale per il Ministero dei Rifornimenti e Approvvigionamenti. Lo porta a casa sua, lui si stupisce di trovare quantità di libri "illeggibili" e tavoli pieni di disegni tecnici.

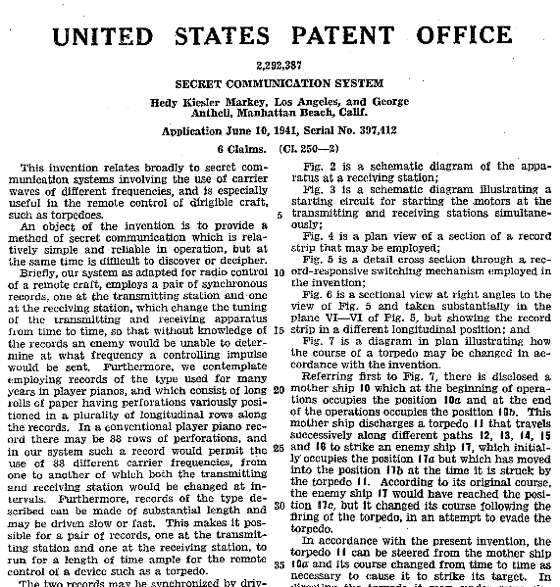
Il brevetto Kiesler/Antheil

Hedy sta lavorando a un'idea nata come risposta ad esigenze di cui si discuteva nelle lunghe riunioni a casa dell'ex marito: contrastare i segnali trasmessi dal nemico nel tentativo di bloccare i segnali radio per il telecontrollo, ad esempio, di un siluro. Antheil dovrà mantenere i contatti con il National Inventor's Council fondato nell'agosto 1940 su impulso del Presidente Roosevelt nell'ambito della mobilitazione industriale in vista di una possibile guerra; ma interviene anche sul progetto stesso, proponendo una versione tecnologica della banda perforata che si usa nella pianola meccanica, che permetta una rapida variazione di frequenza (nella fattispecie, 88 frequenze, come i tasti del pianoforte) in seguito denominata frequency-hopping spread spectrum.
Il 10 giugno 1941 i due presentano il progetto del Secret Communication System all'approvazione dell'ufficio brevetti. Un membro dell'Inventor's Council lascia trapelare la notizia alla stampa, per sfruttare a fini propagandistici il nome di Hedy Lamarr. Il 7 dicembre dello stesso anno il Giappone, con l'attacco di Pearl Harbor, distrugge buona parte della Flotta del Pacifico americana (si salvano però le portaerei, in quella circostanza non in rada) e gli Stati Uniti entrano in guerra contro le potenze dell'Asse.
L'11 agosto 1942 viene concesso il brevetto n. 2.292.387 a Hedy Kiesler Markey e George Antheil; ma l'Inventor's Council non sembra propenso ad accettare un dispositivo bellico inventato da una diva del cinema, per di più austriaca, e da un compositore non più sulla cresta dell'onda. È ancora il tempo delle valvole termoioniche (i transistor sarebbero arrivati solo diversi anni dopo), così il progetto non suscita grandi entusiasmi e viene bocciato dalla marina militare statunitense, che ne ritiene impraticabile l'installazione a bordo di un siluro. L'invenzione cade nel dimenticatoio.
I due presentano un secondo progetto per un missile antiaereo che esploda automaticamente in prossimità dell'obiettivo, non solo quando lo colpisce, per ovviare al fatto che spesso il bersaglio viene mancato; ma desta nell'Inventor's Council un interesse ancora minore del Secret Communication System.

### Gli anni quaranta

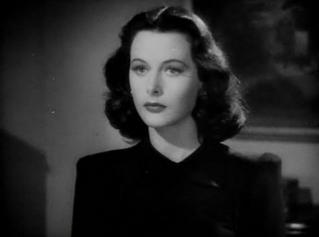
Vieni a vivere con me (1941)

Mentre lavora con Antheil, Hedy continua a girare film: Vieni a vivere con me (1941), di Clarence Brown con James Stewart, commedia dai risvolti prevedibili ma piacevolmente congegnata; Le fanciulle delle follie (1941), di Robert Z. Leonard, fantasmagorica esplosione dello «stile Metro-Goldwyn-Mayer» che fa passare la trama in secondo piano; ambientato dietro le quinte di un musical, vede Hedy impegnata nel ruolo di una violinista, scoperta dai cacciatori di talenti quando accompagna il fidanzato a un'audizione: «Guarda quella» dice un personaggio «sembra meglio lei tutta vestita che le altre spogliate!».
L'anno successivo, senza saperlo, Hedy Lamarr perde una della grandi occasioni della sua vita, quando la sua casa di produzione rifiuta di prestarla alla Warner Bros., che la vuole protagonista di Casablanca, film considerato di secondo piano per il quale viene scritturata Ingrid Bergman. Ottiene invece la parte della bella Marvin Myles in quello che è forse uno dei film migliori di King Vidor: Il molto onorevole Mr. Pulham (1941), intelligente e malinconica elegia del tempo perduto. La scelta di Lamarr per questo ruolo è contestata. Marvin Myles, nel romanzo di John P. Marquand dal quale il film è tratto è una ragazza «americana al 100%»: di conseguenza la parte non avrebbe dovuto essere sua.

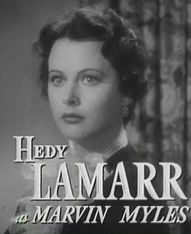
Dal trailer di Il molto onorevole Mr. Pulham

Marvin Myles è il tipico personaggio femminile uscito dal clima della guerra, che aspira alla propria indipendenza dagli uomini. A Hedy Lamarr non viene più chiesto di offrirsi alla macchina da presa come un oggetto d'arte, per farsi ammirare dagli spettatori, ma si appropria dello sviluppo narrativo. Questi spazi di emancipazione femminile si richiuderanno negli anni successivi, quando lo star system tornerà a propagandare le responsabilità domestiche.
Nel febbraio 1942 la madre di Hedy, Trude Lichtwitz, riesce ad arrivare in California e si ricongiunge con la figlia. Giunge a Los Angeles anche Erich Maria Remarque, l'amicizia tra i due si rinnova. Il giorno di Natale dello stesso anno Hedy incontra alla Hollywood Canteen, dove lavora insieme a molte altre star del cinema per la ricreazione gratuita dei soldati, l'inglese John Loder, ex ufficiale che recita in ruoli secondari. Hedy apprezza, a confronto con gli uomini americani, la sua discrezione e il suo fair play.
Dai fronti di guerra giungono notizie sempre più preoccupanti. Lamarr partecipa in maniera attiva alla campagna federale per la vendita di obbligazioni di guerra, diventando una delle principali attrazioni del tour "Stars over America" durante il quale le viene accreditata la vendita di titoli per 25 000 000 di dollari.

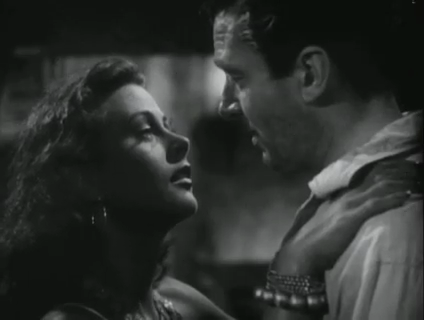
Con Walter Pidgeon in La sirena del Congo (1942)

Mentre continua il suo lavoro segreto con George Antheil, recita in La banda Pelletier (1942) di Jack Conway, e Gente allegra (1942) di Victor Fleming, tratto dal romanzo Pian della Tortilla di John Steinbeck; in quest'ultimo interpreta la parte di una giovane immigrata portoghese, Sweets Ramirez. Immediatamente dopo, Louis B. Mayer la vuole tra i protagonisti di La sirena del Congo (1942) di Richard Thorpe, in una parte che rischia di renderla ridicola, non solo perché nel film oltre al suo fascino magnetico non c'è nient'altro da salvare, ma soprattutto perché la fissazione dei ruoli esotici la trasforma in una donna di colore; il production code infatti non può approvare relazioni sessuali tra razze diverse e assegnare la parte a un'attrice europea serve a attutirne la "scabrosità" da questo punto di vista. Ambientata nel Congo, la vicenda ha tra i protagonisti la bella Tondelayo, indigena fatale che fa perdere la testa agli uomini bianchi.
(Hedy Lamarr)
L'improbabile trucco da indigena al quale viene sottoposta, lei ebrea e dalla pelle eburnea, è solo una tappa nella sua degradazione a oggetto sessuale nell'America degli anni quaranta; si decide di riprenderla solo in scene notturne, con un'illuminazione dall'alto a suggerire la luna piena tropicale e la pelle ricoperta d'olio. A proposito della sensualità delle sue danze pseudo-africane, vero punto focale del film, la coreografa Maria Solveg-Matray rivela che Hedy avrebbe preferito danzare valzer viennesi.

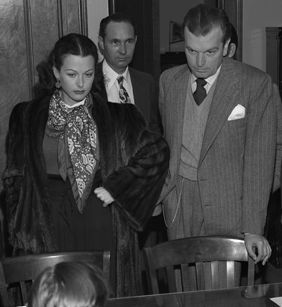
L'attrice con il marito John Loder

Le riprese di La sirena del Congo terminano a inizio luglio 1942, poche settimane prima del brevetto Kiesler-Antheil. La relazione con John Loder intanto va avanti (lui le sconsiglia di accettare il ruolo di Tondelayo): i due si sposano il 27 maggio 1943. Nel gennaio dell'anno successivo Hedy recita nella versione teatrale di Casablanca al Lux Radio Theater, produzione di Cecil B. DeMille; lo stesso anno lavora in Crepi l'astrologo (1944) di Alexander Hall e Vincente Minnelli e in I cospiratori (1944) di Jean Negulesco, una storia di spionaggio ispirata proprio a Casablanca nella speranza di bissarne il successo: girato tra maggio e giugno 1944, è ambientato in Portogallo. Hedy Lamarr, che aspetta un figlio dal marito, appare spesso distratta; Negulesco racconta di aver chiesto aiuto all'attore Paul Henreid per scuoterla: lui le parla all'orecchio e immediatamente lei offre un'espressione turbata alla macchina da presa, proprio quella che chiede il regista. Negulesco domanda spiegazioni a Henreid, che rivela: «Le ho detto che con le luci da dietro riuscivo a vedere attraverso il negligé, come se fosse nuda.»
Tra luglio e ottobre Hedy recita in un film della RKO, su licenza della MGM: Schiava del male (1944) di Jacques Tourneur, un mistery la cui trama ruota intorno alla protagonista femminile, Allida Bederaux. Per aumentare l'ambiguità del mistero, il regista impone a Hedy una recitazione con una gamma di emozioni il più possibile limitata, insistendo a riprenderla come se fosse un oggetto di bellezza marmorea.

### Il dopoguerra

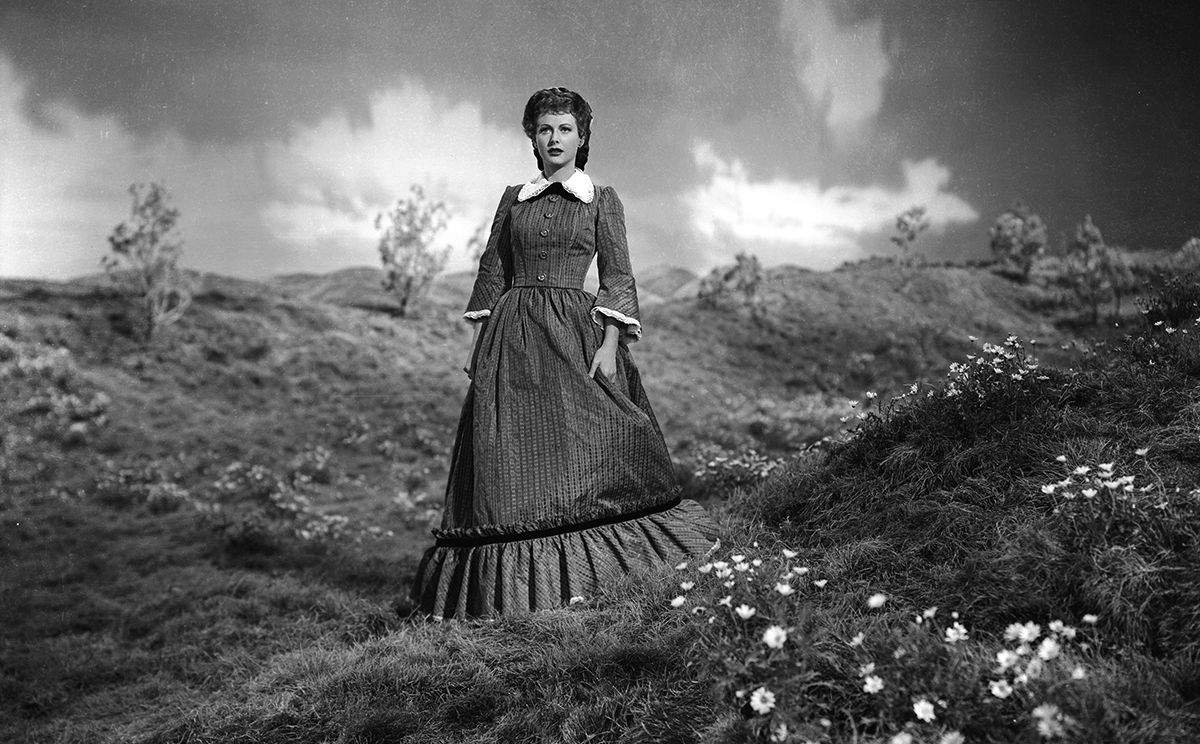
Schiava del male di Jacques Tourneur

Il 29 maggio 1945 nasce Denise, la figlia di Hedy Lamarr e John Loder; Bette Davis le fa da madrina. A ottobre, due mesi dopo la capitolazione del Giappone, esce sugli schermi negli Stati Uniti il melenso Sua altezza e il cameriere (1945) di Richard Thorpe, nel quale si salva la brillante recitazione di Hedy, anche se la sua casa di produzione rifiuta di riconoscere il talento umoristico di una star costruita secondo un ideale di bellezza classica.
Nello stesso mese Hedy diventa vicepresidente di un gruppo di artisti austriaci con tendenze politiche di sinistra che si riuniscono nell'Actor's Laboratory di Los Angeles, con l'obiettivo di un "teatro austriaco democratico." Il presidente è Paul Henreid, l'altro vice Peter Lorre. Nel frattempo anche il nuovo matrimonio è in crisi; Hedy Lamarr è in cura da un analista, afferma di sognare il padre che la picchia; il suo medico curante sostiene che è un riflesso della paura che prova per il marito. Nel gennaio 1946 Hedy conferma le voci secondo cui lei e Loder si sono separati per due settimane; tuttavia il divorzio giungerà solo l'anno seguente, qualche mese dopo la nascita del secondo figlio della coppia, Anthony (Tony), avvenuta il 1º marzo 1947. Nello stesso momento Hedy chiede a Louis B. Mayer di sciogliere il contratto con la Metro-Goldwyn, e garantisce di produrre nei cinque anni successivi tre lungometraggi come produttrice indipendente. Hedy ha infatti fondato la Mars Productions Inc., per realizzare in prima persona i film in cui recita; il primo è Venere peccatrice (1946) del cecoslovacco Edgar G. Ulmer, una sua vecchia conoscenza dagli anni trascorsi a Berlino: un B-movie girato in fretta, nel quale impersona uno splendido esempio di vedova nera.

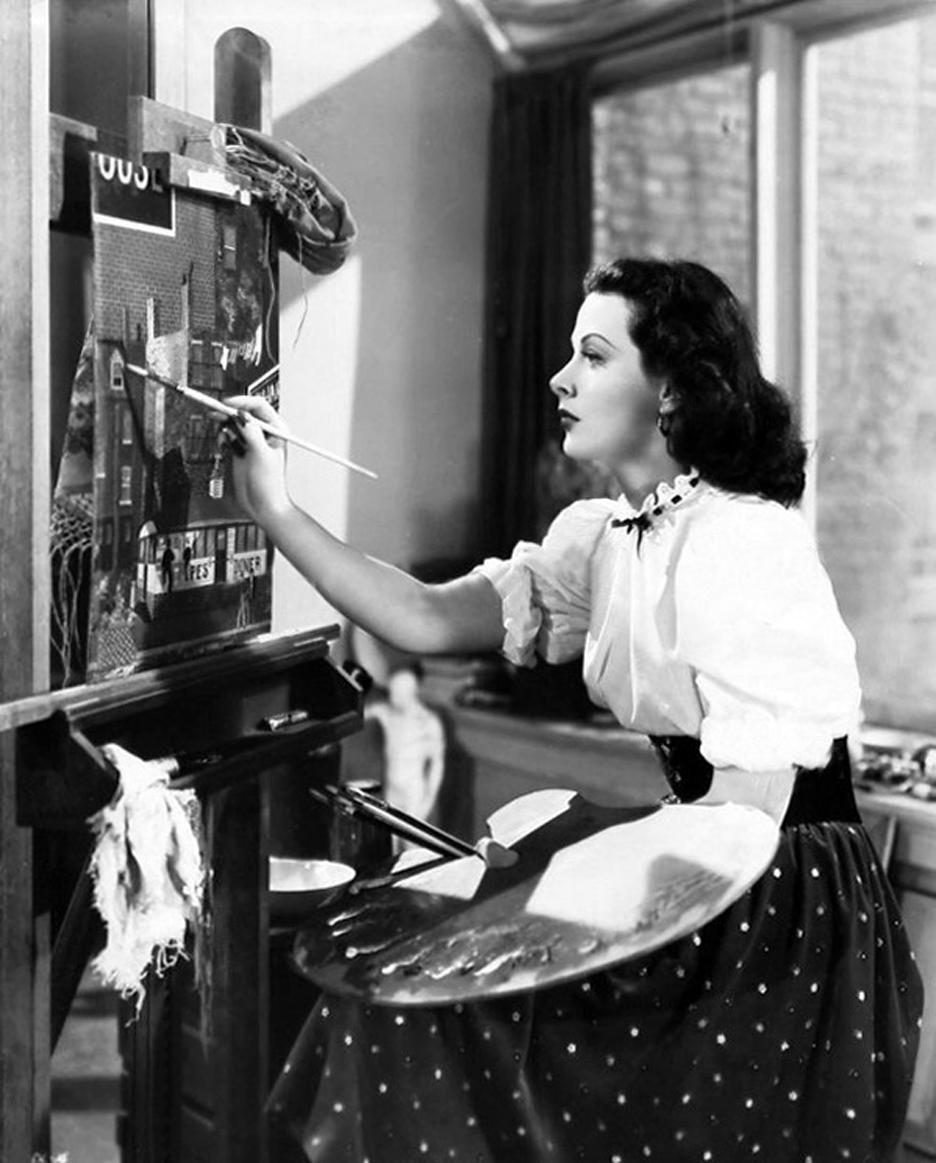
Disonorata, 1947

Il successivo film è Disonorata (1947) di Robert Stevenson, giallo di ordinaria amministrazione che si regge unicamente sulla recitazione di Hedy. Ancora una volta la PCA non può approvare la sceneggiatura perché per il production code «è un racconto di grossolano sesso illecito, con insufficiente compensazione di valori morali. Per di più, è la storia di un'assassina rimasta impunita.» Disgustato da questo atteggiamento, lo sceneggiatore Ben Hecht chiede di cancellare il proprio nome dai titoli.
Hedy investe soldi in un ristorante in Park Avenue a New York, il La Rue gestito dal cuoco georgiano George "Gogi" Čičinadze, poi intraprende una causa contro la rivista Look, che insinua che lei si sia sottoposta a rinoplastica per rifare il naso. Il successivo film è uno dei più famosi della sua carriera di attrice. Da tempo DeMille cerca finanziamenti per portare sullo schermo la storia biblica di Sansone e Dalila e finalmente riesce a mettere in piedi una produzione in technicolor. Hedy vuole assolutamente partecipare per rimettere in sesto una carriera che si sta appannando. Il regista la seleziona dopo avere visionato la sua recitazione in Venere peccatrice, e lei firma un contratto di 100 000 dollari per dieci settimane di lavoro. Le riprese di Sansone e Dalila (1949), iniziano il 4 ottobre 1948. A termini di contratto Hedy dovrebbe partecipare alla promozione del film, ma si rifiuta a lungo e concede un'unica intervista al Los Angeles Times. Irriverente è il commento di Groucho Marx:
(Groucho Marx)
Il colossal ha comunque uno strepitoso successo, colleziona i maggiori incassi del 1950 e costringe il regista a difendersi davanti a una corte di Chicago dall'accusa di blasfemia.

### Gli anni cinquanta
Nel 1951 Hedy recita con Bob Hope in L'avventuriera di Tangeri, per la regia di Norman Z. McLeod, parodia dei film di spionaggio che vuole richiamare esplicitamente sia Casablanca che Un'americana nella Casbah; resosi conto delle qualità della sua partner, il comico cerca di ridimensionarne il ruolo nella versione finale. L'11 giugno 1951 Hedy sposa lo svizzero Teddy Stauffer e si trasferisce insieme ai tre figli a vivere con lui ad Acapulco, in Messico, dove l'uomo gestisce un famoso night club; qui proclama l'intenzione di tirarsi fuori dallo star system, poi sembra ripensarci per tornare alla produzione diretta, una serie televisiva messicana dedicata ai grandi amori nella storia. Ma i figli si adattano male al clima tropicale, il primogenito James si trasferisce a studiare in California e perde i contatti con la madre adottiva.

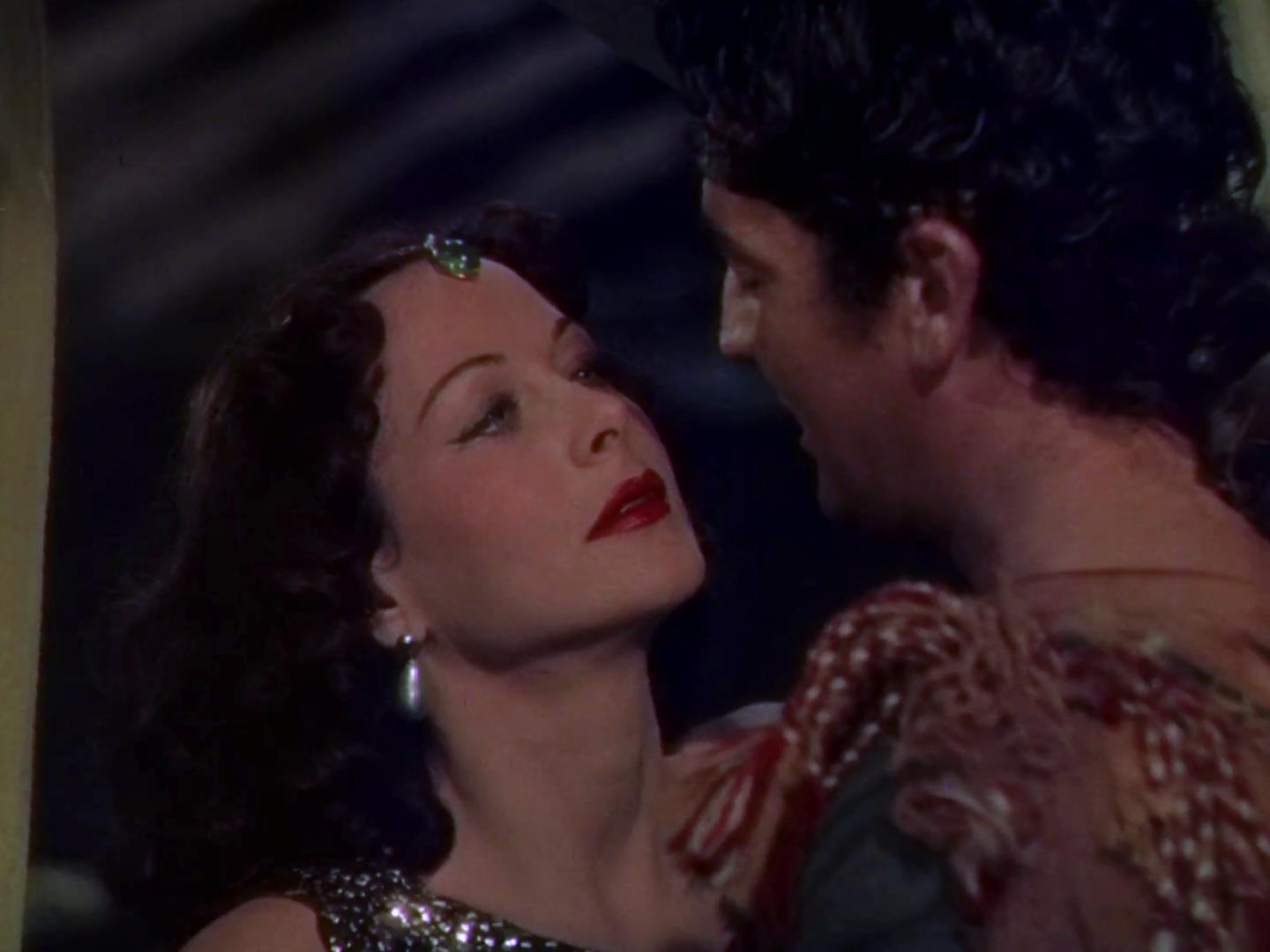
Sansone e Dalila

Nel marzo 1952 Hedy avvia la causa di divorzio da Stauffer, quindi torna con i due figli minori a Los Angeles. Durante una vacanza a Roma nel 1952 si parla di un suo possibile fidanzamento con Gianni Agnelli. Il progetto degli amori storici diventa un film di tre episodi, concentrati su Elena di Troia, Genoveffa di Brabante e Giuseppina di Beauharnais, con George Ulmer come direttore. I fondi provengono dal magnate texano del petrolio W. Howard Lee, che nel 1953 diventa il quinto marito di Hedy Lamarr. La lavorazione è tesa, Hedy arriva sul set accompagnata dallo psichiatra e litiga con il regista, che abbandona il film, sostituito dal francese Marc Allégret. In Italia viene distribuito con il titolo L'amante di Paride, attribuito alla regia del solo Allégret e limitato all'episodio di Elena di Troia. In Spagna e Francia viene distribuito in versioni differenti, la prima definitiva è quella uscita negli Stati Uniti.
Nell'agosto del 1955 Hedy torna per la prima volta in visita a Vienna, accompagnata dal marito. La comunità ebraica della capitale austriaca è stata deportata e distrutta. Nello stesso anno Hedy denuncia il furto di suoi gioielli per un valore di 250 000 dollari, che riappariranno inspiegabilmente in casa dopo tre settimane. La coppia vive a Houston in Texas. Nel 1957 appare in L'inferno ci accusa di Irwin Allen, in un episodio del quale interpreta Giovanna d'Arco e in cui appaiono per l'ultima volta i tre fratelli Marx. Nello stesso anno recita in quello che diventerà il suo ultimo film, L'animale femmina (1957), per la regia di Harry Keller, in uno dei ruoli classici che Hollywood affida alle star che invecchiano: quello di un'attrice sul viale del tramonto.
Da questo momento in poi Hedy Lamarr compare soltanto in televisione, partecipando a salotti dedicati al pubblico del piccolo schermo. A partire dalla fine degli anni cinquanta, Hedy è sempre più in preda a un disorientamento e a una confusione che attribuisce alla propria condizione di emigrata senza radici. Nell'agosto 1958 si separa dal marito e torna a Los Angeles, ma nella causa di divorzio ottiene molto meno denaro di quanto sperasse.

### Gli anni sessanta

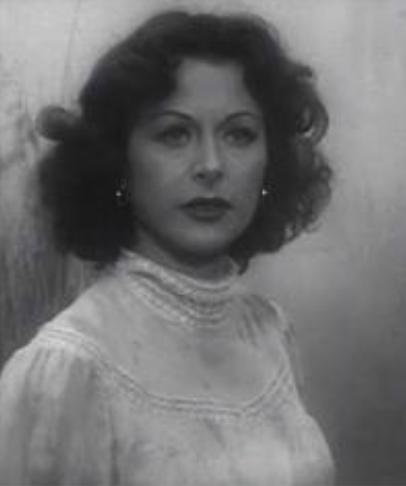
L'amante

Hedy Lamarr avrà una sua personale rivincita nel 1962, quando la tecnica da lei ideata con Antheil sarà adottata dagli Stati Uniti (con il nome di CDMA, Code Division Multiple Access) come sistema di comunicazione a bordo di tutte le navi impegnate nel blocco di Cuba, circa tre anni dopo la scadenza del brevetto.
Il 4 marzo 1963 Hedy Lamarr si sposa per l'ultima volta; il marito è l'avvocato Lewis Bojes Jr. Lontana dagli schermi, l'attrice si mette a dipingere ma a partire da maggio 1964 si reca due o tre volte la settimana dallo psichiatra Henry Hamilton. Il 10 maggio 1965 avvia l'ultima causa di divorzio della sua vita, ottenendo per gli alimenti una cifra molto limitata che la costringe a forti ristrettezze economiche. Il suo stato mentale peggiora, la sua vita diventa una lunga sequenza di cause legali.
Nel 1965 firma un contratto con la casa editrice Bartolomew House per pubblicare la propria autobiografia in cambio di 200 000 dollari. Registra 50 ore di interviste per un testo che verrà scritto da Leo Guild, il cui titolo Ecstasy and Me è già propagandato dall'attrice a partire dal 1959. Ottiene finalmente una scrittura per un nuovo film, La bambola di pezza (Picture Mommy Dead, 1966), per la regia di Bert I. Gordon, al quale si prepara con apprensione. Ma il 27 gennaio 1966 l'equilibrio di Hedy Lamarr si spezza. Profondamente turbata dalla visione del film L'uomo del banco dei pegni (1964) di Sidney Lumet, che racconta la realtà dei sopravvissuti ai campi di sterminio nazisti, Hedy accusa vertigini e viene fermata in auto da un poliziotto; più tardi viene scoperta da un detective di un supermercato a trafugare pochi oggetti, un vestito e qualche mutandina, trucchi economici e biglietti d'auguri di carta. Lei si difende sostenendo che pensava avesse pagato l'uomo che è con lei, il manager Earl Mills, ma la direzione del negozio chiama la polizia. Hedy finisce al carcere femminile e deve pagare una cauzione di 500 dollari per uscire.

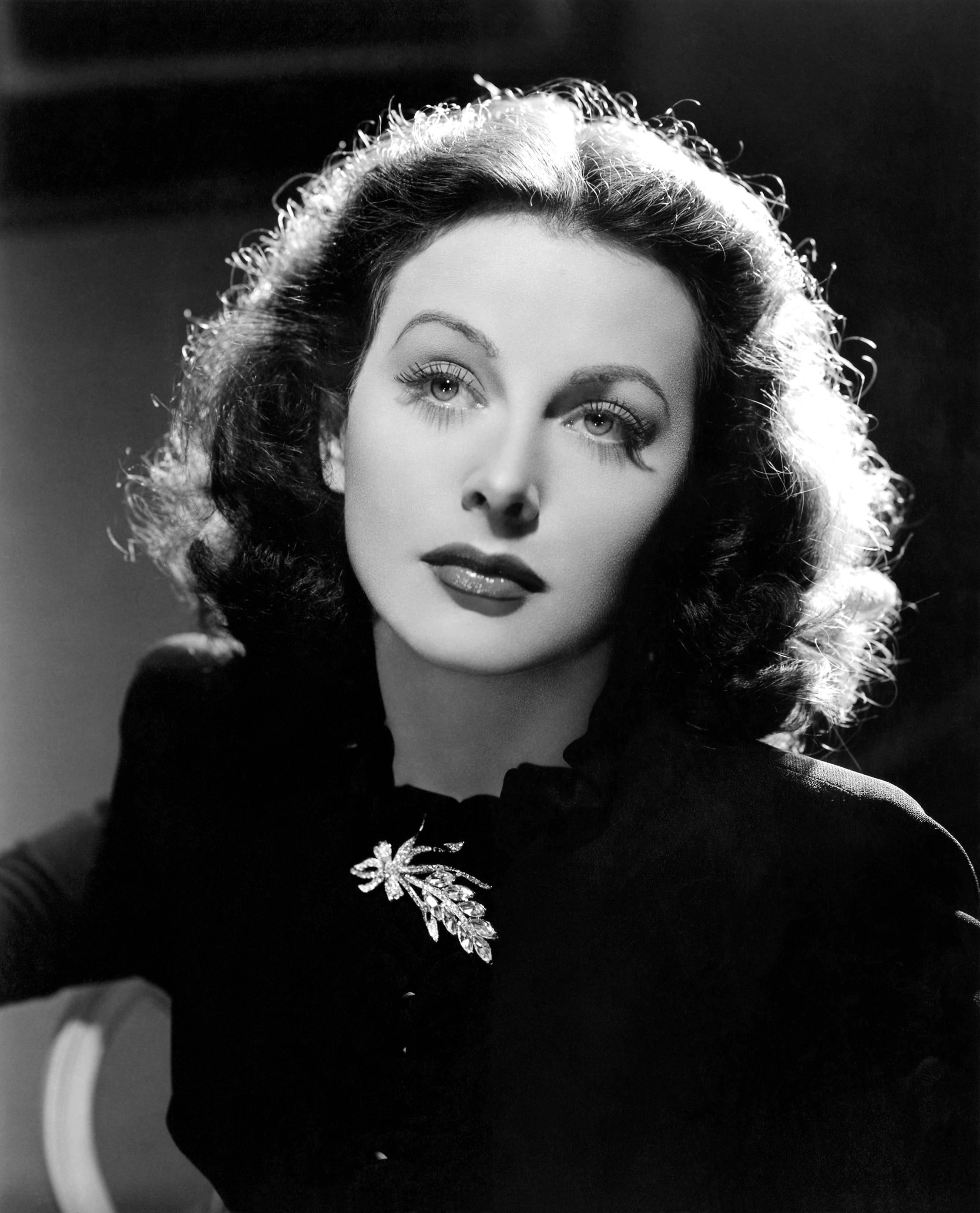
Hedy Lamarr nel 1944

La notizia finisce sulle prime pagine di tutti i giornali, Hedy perde il ruolo nel film e dimostra una coerenza mentale sempre più labile. Sostiene di aver finto di essere cleptomane come strategia di lancio pubblicitario. Il processo si svolge tra il 19 aprile e l'11 maggio 1966, Hedy viene assolta e proprio lo stesso giorno il film Exstase viene di nuovo distribuito negli Stati Uniti, con il titolo Ecstasy e i rari dialoghi tradotti in inglese. Nel settembre dello stesso anno l'attrice cita in giudizio la sua casa editrice per la sua autobiografia che giudica "falsa, scandalosa e volgare". Chiede un risarcimento di 9 600 000 dollari, perché il materiale delle interviste è stato sostanzialmente alterato in senso scandalistico. Alla fine si concorda una transazione, e il libro continua a uscire senza tagli, nella versione che d'altronde Hedy Lamarr ha controfirmato in ogni pagina su manoscritto. A fine 1967 Ecstasy and Me raggiunge il primo posto nella classifica best seller del New York Times.
L'elemento significativo nella vita di Hedy Lamarr, così come emerge dalla sua presunta autobiografia, è la straordinaria bellezza che la condiziona profondamente; al tempo stesso, Hedy ha bisogno di attrarre gli uomini come conferma alla propria identità, e ricambia la loro ammirazione avendo rapporti sessuali con loro.
(Philip Lambert, prefazione a Ecstasy and me)
A fine anni sessanta, mentre si accorge di perdere l'unica certezza della sua vita, la propria bellezza, Hedy Lamarr è sempre più spaesata a Hollywood, dove si sente una straniera senza radici. I figli non vivono più con lei: James è a Milwaukee, Denise si è sposata nel 1965 e Tony ha cominciato a lavorare a Broadway. Nell'agosto 1967 Hedy denuncia un riparatore di fotocopiatrici di nome Donald Blythe di averla violentata; i due si vedono da almeno sei mesi, lui sostiene che lei era consenziente. Hedy sarà condannata a un risarcimento malgrado ritiri la denuncia.
Hedy Lamarr lascia definitivamente la California nell'ottobre 1968 e si trasferisce a New York; i suoi beni vengono venduti all'incanto in un'asta della durata di quattro giorni che frutta un incasso di 300 000 dollari.

### Gli anni settanta e ottanta
Nel 1971 Hedy Lamarr denuncia per violenza sessuale un tecnico dell'aria condizionata che aveva fatto una riparazione nel suo alloggio di New York, ma è condannata a un risarcimento. Si trasferisce al Blackstone Hotel di Manhattan dove resta dal 1972 al 1975. Cita in giudizio Mel Brooks che nel suo film Mezzogiorno e mezzo di fuoco (Blazing Saddles, 1974) aveva inserito un personaggio di nome "Hedley Lamarr", interpretato da Harvey Korman; l'attrice chiede 10 000 000 di dollari di risarcimento, ma si accontenta di 1 000 $ e delle scuse del regista. Nel 1975 è operata di cataratta: l'inizio dei gravi problemi alla vista che la porteranno alla quasi cecità al momento della morte, 25 anni dopo.
Il 3 febbraio 1977 muore la madre, Gertrud Lichtwitz, che viveva a Los Angeles con il nipote Tony; tra madre e figlia non c'era mai stato uno stretto rapporto. Sempre più cieca, Hedy vive in un appartamento sporco e trasandato nel palazzo Renoir Arms nel signorile Upper East Side di Manhattan. Nel luglio 1981 si sottopone a un trapianto di cristallino e la sua vista migliora. Per diversi anni trascorre le vacanze sull'isola di Aruba.
Nel 1985 fu tolta la qualifica di segreto militare al sistema CDMA basato sul brevetto Kiesler/Antheil, nel momento in cui era in pieno sviluppo la telefonia cellulare, che aveva bisogno di standard tecnologici.
Verso la fine del decennio Hedy Lamarr si trasferisce in un residence per anziani a Altamonte Springs, in Florida.

### Gli anni novanta e la morte

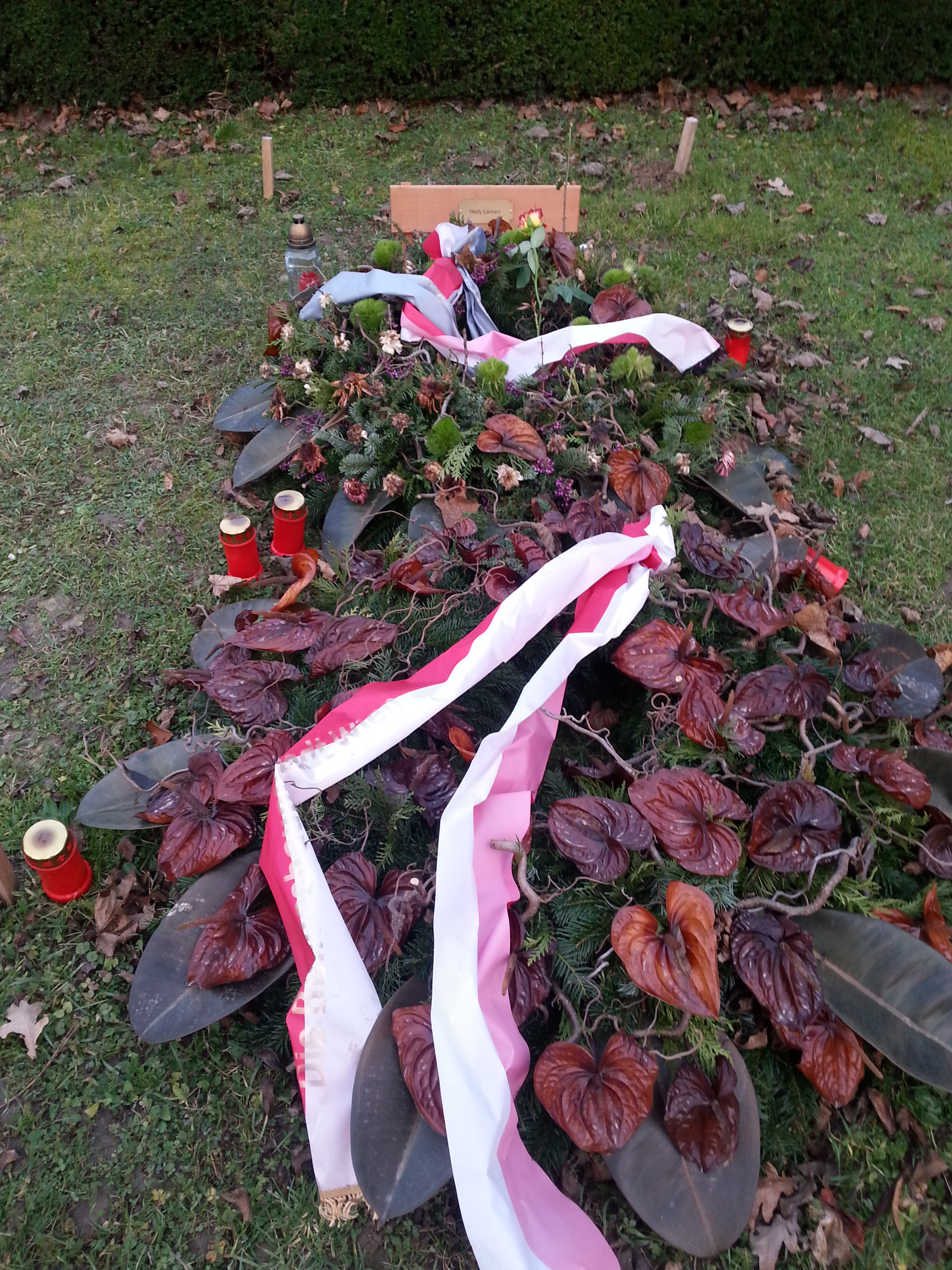
Il luogo in cui sono state sparse le ceneri di Hedy Lamarr nel Wiener Zentralfriedhof (Gruppe 33 G, tomba n. 80)

Nel 1991 è nuovamente arrestata per furto di oggetti per 21,48 dollari. Si diffonde la notizia relativa al brevetto del progetto da lei realizzato negli anni quaranta, essendo stato rimosso il segreto militare, e cominciano a moltiplicarsi i riconoscimenti: dalla Lockheed e l'Electronic Frontier Foundation fino all'Inventors Club of America, infine la medaglia Kaplan, la più prestigiosa onorificenza austriaca per un inventore, nell'ottobre 1998. Ma a 84 anni Hedy non è più in grado di recarsi a Vienna. In suo onore, il 9 novembre (data del suo compleanno) è proclamato Giorno dell'inventore (il Tag der Erfinder) in Germania, Austria e Svizzera.
Nel 1998 Hedy vince la causa contro la Corel Corporation che aveva usato senza licenza il suo volto per la pubblicità del software di grafica vettoriale CorelDRAW, e ottiene un risarcimento di 5 000 000  di dollari. Nell'ottobre 1999 si trasferisce nella sua ultima abitazione a Casselberry, alla periferia di Orlando, in Florida. Nello stesso anno risponde a un questionario di Proust sottoposto dalla rivista Vanity Fair, una serie di domande per conoscere gusti e aspirazioni personali; vi si deduce che la sua occupazione preferita era giocare a poker, il viaggio preferito era esplorare la vita, il grande amore della sua vita era il padre, il suo più grande successo era stato essere genitore, i periodi più felici quelli tra un matrimonio e l'altro, gli scrittori favoriti Khalil Gibran e Tennessee Williams, il personaggio di fantasia preferito Bart Simpson, che il modo in cui avrebbe preferito morire era dopo un rapporto sessuale.
Hedy Lamarr muore per un attacco cardiaco la notte del 19 gennaio 2000 davanti alla televisione, con una maschera per gli occhi sulla fronte. Assecondandone la volontà, il figlio Anthony Loder portò in Austria le sue ceneri e le disperse nella Selva Viennese.

## Vita personale
Lamarr aveva l'abitudine di parlare di sé stessa in terza persona.

## Filmografia

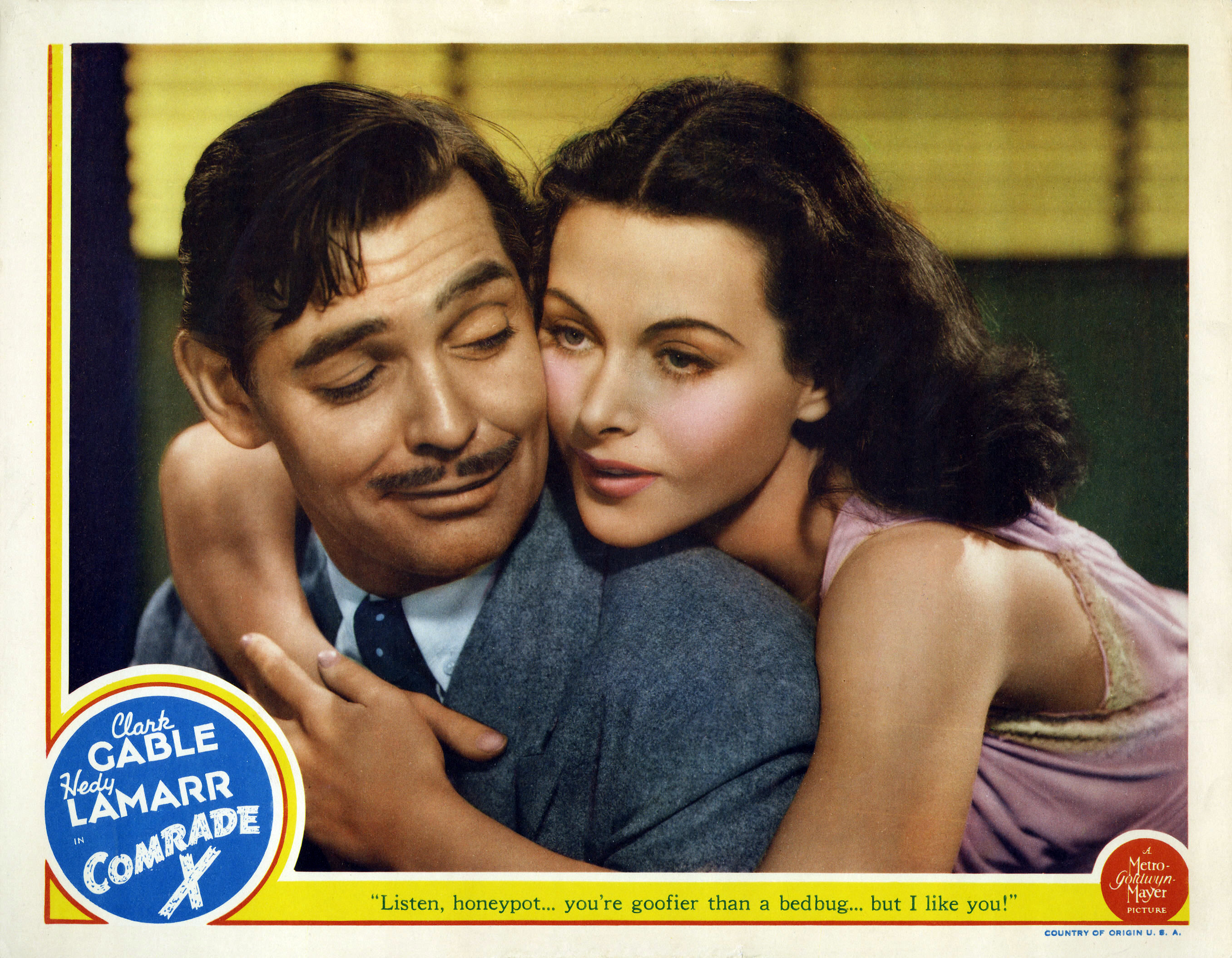

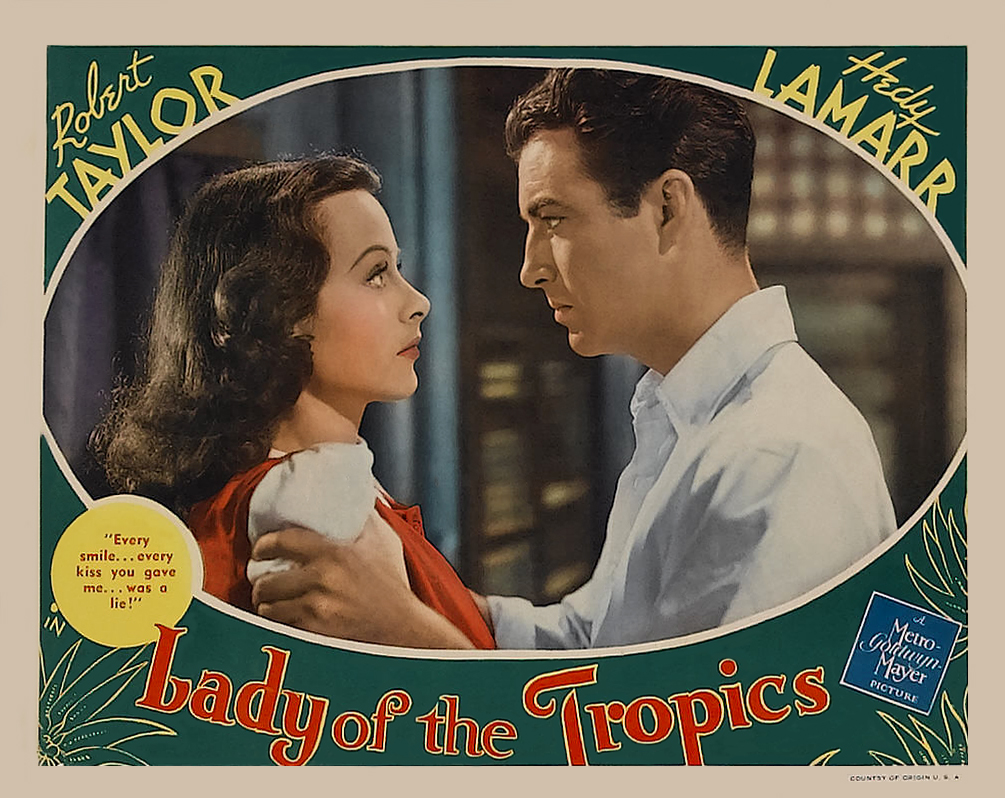

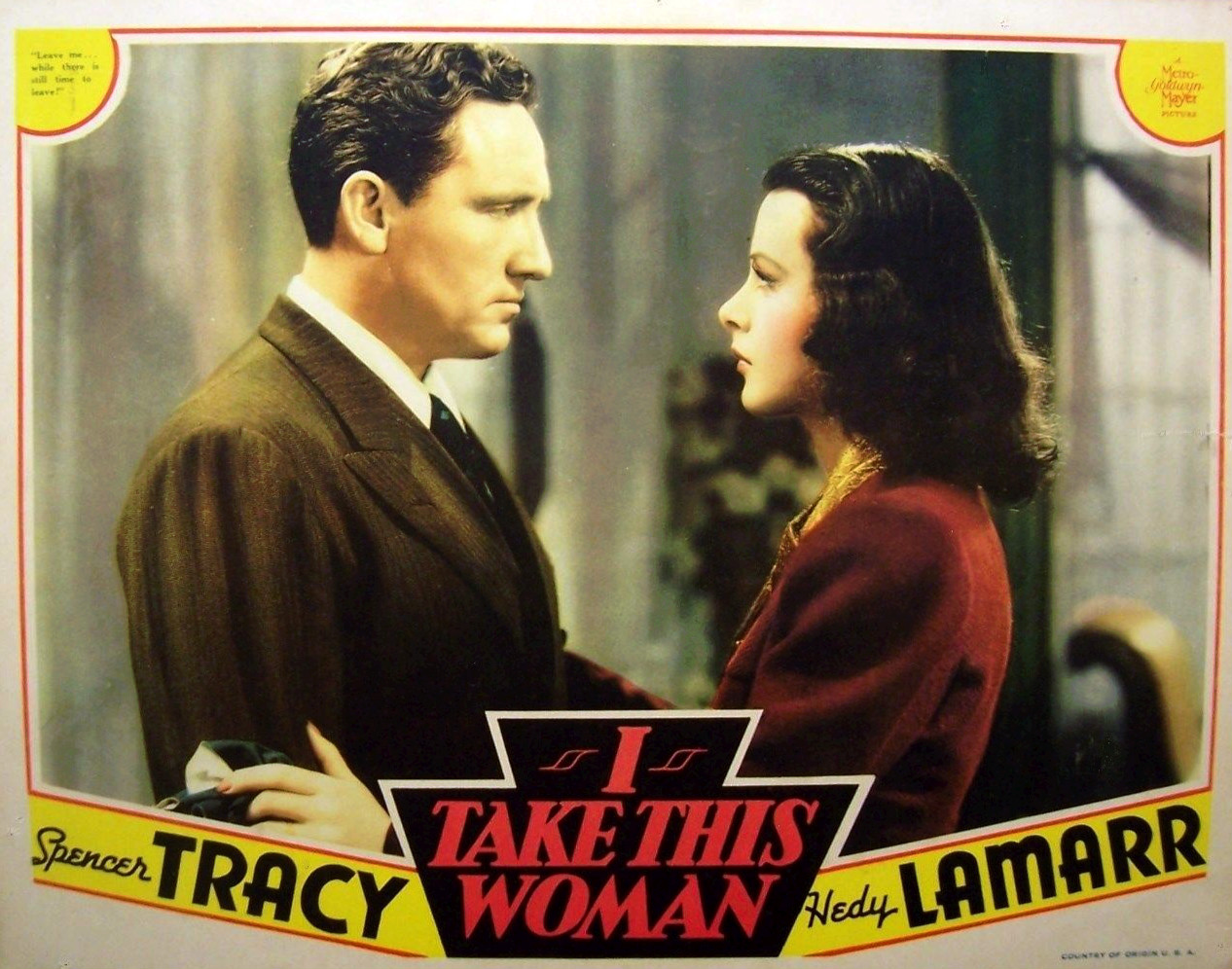

### Cinema
- Geld auf der Straße, regia di Georg Jacoby (1930)
- Die Blumenfrau von Lindenau, regia di Georg Jacoby (1931)
- Die Koffer des Herrn O.F., regia di Alexis Granowsky (1931)
- Man braucht kein Geld, regia di Carl Boese (1932)
- Estasi (Exstase), regia di Gustav Machatý (1933)
- Un'americana nella Casbah (Algiers), regia di John Cromwell (1938)
- La signora dei tropici (Lady of the Tropics), regia di Jack Conway e (non accreditato) Leslie Fenton (1939)
- Questa donna è mia (I Take This Woman), regia di W. S. Van Dyke (1940)
- La febbre del petrolio (Boom Town), regia di Jack Conway (1940)
- Corrispondente X (Comrade X), regia di King Vidor (1940)
- Vieni a vivere con me (Come Live with Me), regia di Clarence Brown (1941)
- Le fanciulle delle follie (Ziegfeld Girl), regia di Robert Z. Leonard e Busby Berkeley (1941)
- Il molto onorevole Mr. Pulham (H.M. Pulham, Esq.), regia di King Vidor (1941)
- Gente allegra (Tortilla Flat), regia di Victor Fleming (1942)
- La banda Pelletier (Crossroads), regia di Jack Conway (1942)
- La sirena del Congo (White Cargo), regia di Richard Thorpe (1942)
- Crepi l'astrologo (The Heavenly Body), regia di Alexander Hall e (non accreditato) Vincente Minnelli (1944)
- I cospiratori (The Conspirators), regia di Jean Negulesco (1944)
- Schiava del male (Experiment Perilous), regia di Jacques Tourneur (1944)
- Sua altezza e il cameriere (Her Highness and the Bellboy), regia di Richard Thorpe (1945)
- Venere peccatrice (The Strange Woman), regia di Edgar G. Ulmer e (non accreditato) Douglas Sirk (1946)
- Disonorata (Dishonored Lady), regia di Robert Stevenson (1947)
- È tempo di vivere (Let's Live a Little), regia di Richard Wallace (1948)
- Sansone e Dalila (Samson and Delilah), regia di Cecil B. DeMille (1949)
- L'amante (A Lady Without Passport), regia di Joseph H. Lewis (1950)
- Le frontiere dell'odio (Copper Canyon), regia di John Farrow (1950)
- L'avventuriera di Tangeri (My Favorite Spy), regia di Norman Z. McLeod (1951)
- L'amante di Paride (Eternal Feminas), regia di Marc Allégret e Edgar G. Ulmer (1954), conosciuto anche come L'eterna femmina
- L'inferno ci accusa (The Story of Mankind), regia di Irwin Allen (1957)
- L'animale femmina (The Female Animal), regia di Harry Keller (1958)

### Televisione
- Shower of Stars – serie TV, episodio 3x06 (1957)
- I racconti del West (Dick Powell's Zane Grey Theater) – serie TV, episodio 2x04 (1957)

### Film o documentari dove appare Hedy Lamarr

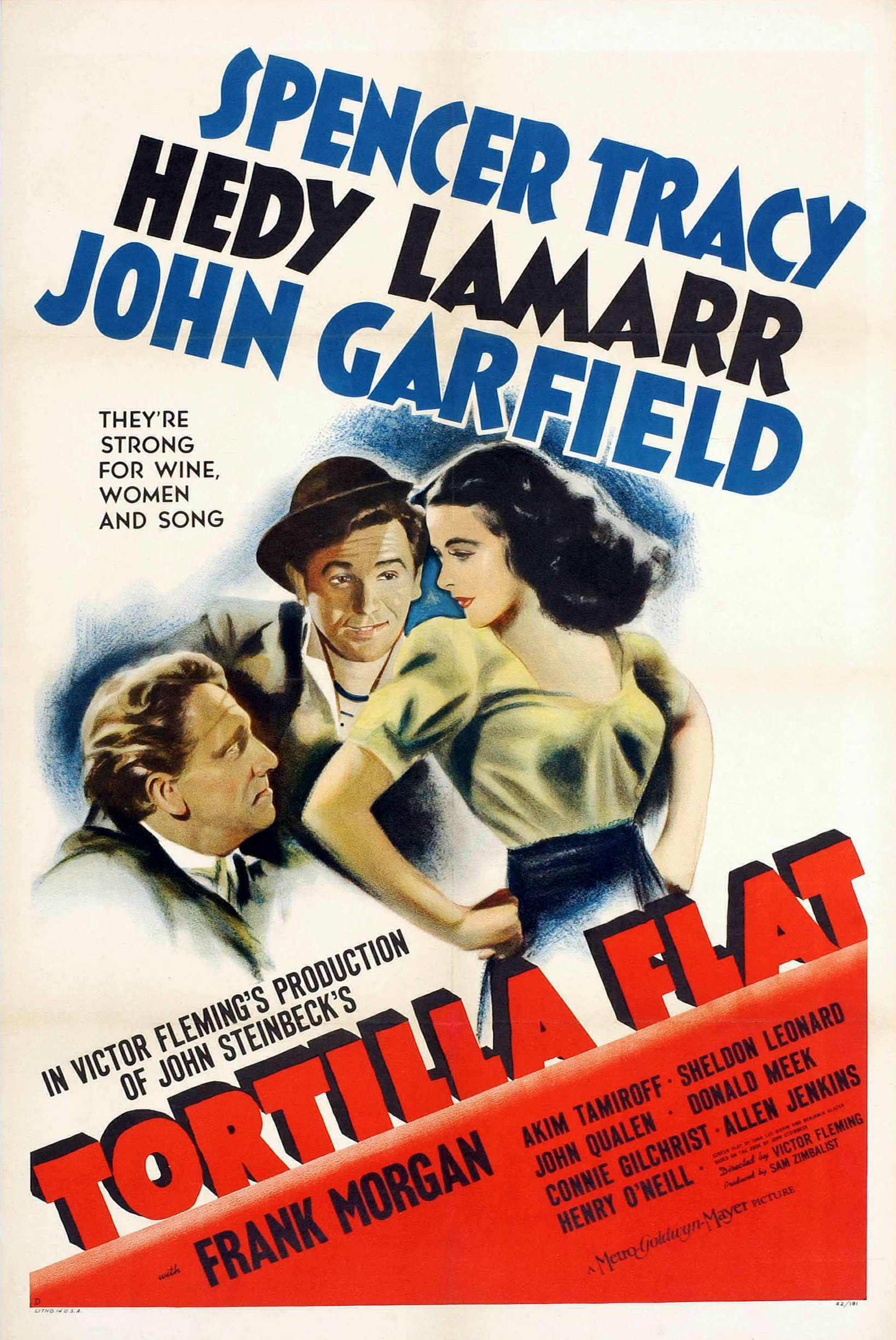

- The Miracle of Sound - filmati di repertorio (1940)
- Hollywood: Style Center of the World, regia di Oliver Garver - filmati di repertorio (1940)
- Screen Snapshots: Hollywood Party, regia di Ralph Staub - filmati di repertorio (1948)
- Le dee dell'amore (The Love Goddesses) documentario, regia di Saul J. Turell - filmati di repertorio (1965)
- Instant Karma, regia di Roderick Taylor - filmati di repertorio (1990)
- The Casting Couch, regia di John Sealey - video con filmati di repertorio (1995)
- Bombshell: The Hedy Lamarr Story, documentario, regia di Alexandra Dean (2017)

## Riconoscimenti
- Golden Apple Awards
  - 1949 – Sour Apple

- Hollywood Walk of Fame
  - 1960 – Stella

## Nella cultura di massa
Chen Qiufan, scrittore di fantascienza, la cita nel suo romanzo del 2013 Marea tossica.
Nel 2019 in Francia esce una graphic novel con la sua biografia La plus belle femme du monde, di William Roy e Sylvain Dorange, edito da La Boite à Bulles, tradotto in italiano nel 2020 dalle Edizioni BD.
Nel 2022 Johnny Depp le dedicò la canzone This Is a Song for Miss Hedy Lamarr contenuta nell'album album 18 realizzato con l'amico chitarrista Jeff Beck.

## Doppiatrici italiane
- Renata Marini in Questa donna è mia, Corrispondente X, Vieni a vivere con me, L'amante, Venere peccatrice
- Lydia Simoneschi in Il molto onorevole Mr. Pulham, Sansone e Dalila, Crepi l'astrologo
- Andreina Pagnani in L'amante di Paride, L'animale femmina
- Giovanna Scotto in I cospiratori
- Dhia Cristiani in Disonorata
- Rosina Galli in Le fanciulle delle follie
- Flaminia Jandolo in La febbre del petrolio (riedizione 1957)
- Rosetta Calavetta in Le frontiere dell'odio (riedizione 1959)
- Ada Maria Serra Zanetti in Il molto onorevole Mr. Pulham (ridoppiaggio)